# رحبان (يريم)

تعديل مصدري - تعديل

رحبان محلة تابعة لقرية بيت العماري، التابعة لعزلة بني منبة بمديرية يريم إحدى مديريات محافظة إب في الجمهورية اليمنية.، بلغ تعداد سكانها 28 حسب تعداد اليمن لعام 2004.